# Max von Bock und Polach
Pour les articles homonymes, voir Bock (homonymie).
Max Friedrich Ernst von Bock et Polach (né le 5 septembre 1842 à Trèves et mort le 4 mars 1915 à Hanovre) est un maréchal prussien.

## Biographie

### Origine
Max est issu de la famille noble de Misnie Bock und Polach (de) et est le second fils du capitaine prussien Ernst von Bock et Polach (1799-1849). Son frère aîné est le maire de Mülheim, Karl von Bock und Polach (de) (1840–1902).

### Carrière militaire
Après le corps des cadets, Bock und Polach rejoint le 55e régiment d'infanterie en 1860, avec son frère Karl, en tant que sous-lieutenant. En 1864, il combat dans la guerre des Duchés et en 1866 dans la guerre austro-prussienne. Pendant la guerre franco-prussienne, Bock und Polach fait partie de l'état-major de la 13e division d'infanterie et reçoit la croix de fer de 2e classe.
Promu capitaine, il revient de la guerre et enseigne à l'école de guerre de Hanovre. Peu de temps après, il est transféré au 16e régiment d'infanterie. En 1872, il est à la suite du 55e régiment d'infanterie subordonné à l'état-major général. En tant que lieutenant-colonel, il prend le poste de chef d'état-major du 8e corps d'armée à Coblence. En 1875, il rejoint l'état-major général de la 31e division d'infanterie à Strasbourg, où il est promu major le 20 septembre 1876. Il passe ensuite au Commandement général du 15e corps d'armée. De 1882 à 1884, Bock und Polach est membre du Grand État-Major à Berlin. Après sa promotion au grade de lieutenant-colonel, il revient à Strasbourg en 1885 pour le 15e corps d'armée et y devient chef d'état-major général. À ce titre, il est promu colonel en 1887. Après que Bock und Polach soit devenu général de division en 1890, il retourne à l'état-major général l'année suivante en tant que membre de la Commission supérieure des études militaires et quartier-maître. Devenu Generalleutnant en 1893, il devient commandant de la 20e division d'infanterie à Hanovre. En tant que général d'infanterie, Bock und Polach est commandant général du Corps de la Garde à partir de 1897.
Après avoir été fait chevalier de l'ordre de l'Aigle noir au début de 1902, il dirige du 27 janvier 1902 au 10 septembre 1907 le 14e corps d'armée à Karlsruhe. En 1907, il devient inspecteur général de 3e inspection de l'armée à Hanovre. Le 18 septembre 1908, il est promu Generaloberst. Avec Alfred von Schlieffen et Colmar von der Goltz, il est nommé maréchal général prussien par l'empereur Guillaume II lors de la cérémonie du Nouvel An le 1er janvier 1911.
À l'automne 1912, il présente sa lettre de démission, qui prend effet le 13 septembre 1912.

### Famille
Bock und  Polach se marie le 19 avril 1873 au manoir de Mehrum (de) avec Mathilde baronne von Plettenberg (de) (1850–1924). Trois filles sont nées de ce mariage. Son fils unique, Hans, est mort le 14 juin 1915 comme capitaine et commandant de compagnie dans le 1er régiment à pied de la Garde près de Wilkie Oczy (Galicie).

## Tombe
Max von Bock und Polach est enterré au cimetière de la ville de Stöcken (de). La tombe est conçue par le directeur de l'urbanisme Paul Wolf (de).

## Honneurs
Bock und Polach reçoit de nombreux honneurs pour ses services. Le roi de Prusse le nomme chanoine de Brandenbourg et chef du 16e régiment d'infanterie.
Il est également récipiendaires des ordres et décorations suivants :
- Ordre de l'Aigle Noir avec chaîne[2]
- Grand-Croix de l'ordre de l'Aigle Rouge avec feuilles de chêne et épées et avec épées sur l'anneau[2]
- Ordre de la Couronne de 1re classe avec épées sur l'anneau[2]
- Grand Commandeur de l'ordre de la Maison Royale de Hohenzollern[2]
- Croix de décoration de service prussien[2]
- Croix d'honneur de 1re classe de l'ordre de la Maison princière de Hohenzollern[2]
- Ordre de la Fidélité avec diamants[2]
- Commandant de 2e classe de l'ordre du Lion de Zaeringen avec feuilles de chêne[2]
- Grand-Croix de l'ordre bavarois du Mérite militaire [2]
- Grand-croix de l'ordre d'Henri le Lion avec épées [2]
- Grand-Croix de l'ordre de Louis de Hesse[2]
- Croix d'honneur de 1re classe de l'ordre de la Maison de Lippe[2]
- Grand-Croix avec la couronne en or de l'ordre de la Maison de la Couronne de Wende[2]
- Grand-croix honoraire de l'ordre du mérite d'Oldenbourg du duc Pierre-Frédéric-Louis[2]
- Commandant de 2e classe de l'ordre d'Albert[2]
- Grand-Croix de l'ordre de la Maison du Faucon Blanc[2]
- Grand-Croix de l'ordre de la Maison ernestine de Saxe[2]
- Grand-Croix de l'ordre de la Couronne de Wurtemberg[2]
- Commandant de 2e classe de l'ordre de Frédéric[2]
- Grand-Croix de l'ordre du Soleil levant[2]
- Grand-Croix de l'ordre des Saints-Maurice-et-Lazare[2]
- Grand-Croix de l'ordre d'Orange-Nassau [2]
- Grand-Croix de l'ordre impérial de Léopold avec diamants[2]
- Ordre de la Couronne de fer de 3e classe avec décoration de guerre[2]
- Ordre royal impérial de l'Aigle blanc[2]
- Grand-Croix de l'ordre de l'Éléphant blanc[2]
- Ordre de l'Osmaniye de 1re classe[2]